# Polyrhachis esarata
Polyrhachis esarata är en myrart som beskrevs av Bolton 1973. Polyrhachis esarata ingår i släktet Polyrhachis och familjen myror. Inga underarter finns listade i Catalogue of Life.